# 松本零士
松本零士（日语：／ Matsumoto Reiji，1938年1月25日—2023年2月13日），原名松本晟，日本漫画家、動畫師，福岡縣久留米市出生，東京都練馬區在住。血液B型。旭日小綬章、紫綬褒章、法蘭西藝術與文學勳章受章。練馬区名誉區民。妻子為同是漫畫家的牧美也子。早稲田大学大学院名誉教授、曾任三菱重工業長崎研究所主管的松本將是其弟。
松本零士曾先後擔任宝塚大学特任教授、京都産業大学客員教授、數字好萊塢大學特任教授。其代表作品有《宇宙战舰大和号》和《银河铁道999》。以科幻漫畫家而著稱，他也繪製了各種類型的漫畫，如少女漫畫、戰爭漫畫和動物漫畫。同時還積極參與動畫製作，並引發了1970年代中期至1980年代松本動畫的熱潮。
松本零士與《星际5555》被收錄在曾主持Podcast節目「吉卜力圖書館」（Ghibliotheque）、撰寫《吉卜力電影完全指南》的廣播人兼作家麥可．里德（英語：Michael Leader）和製片兼作家傑克．康寧漢（英語：Jake Cunningham）著作的《日本經典動畫指南》（英語：The Ghibliotheque Anime Movie Guide: The Essential Guide to Japanese Animated Cinema），做為介紹日本動畫歷史80年期間30名位導演與30部經典動畫的案例。

## 生平

### 早年
松本於1938年出生於福岡縣久留米市。父親松本強曾以一兵卒身分進入大日本帝國陸軍，並經過嚴格遴選後晉升為將校（陸軍少尉候補者第10期，最終軍階為陸軍少佐），同時也是陸軍航空隊資深的空勤人員（飛行員）。
在第二次世界大戰期間，由於其父親從事试飞员的工作，松本在幼年時期（約1940年）曾居住於當時設有各務原飛行場（今岐阜基地）的岐阜縣各務原市，之後從4歲至6歲居住於兵庫縣明石市的川崎航空機員工宿舍。隨後因疏散需求，舉家搬往母親娘家所在地愛媛縣喜多郡新谷村（今大洲市新谷町）雙親皆為大洲市出身。在此期間，他目睹了多架美軍戰鬥機以及前往松山市空襲的B-29等軍用機，這些童年經歷對其日後創作產生重大影響。當時全家十口人，住在類似簡陋兵舍的長屋中，生活貧困，而他從約6歲起便酷愛畫畫，並開始在家中創作漫畫
。
戰後，小學三年級起，松本遷居至福岡縣小倉市（今北九州市）。就讀小倉市立米町小學校期間即是漫畫少年，與高井研一郎等人組成同人社團「九州漫畫研究會」，並主編同人誌《九州漫畫展》。
松本決定成為漫畫家的契機，來自他在小學二、三年級時接觸到的班級文庫，當時的藏書包括手塚治虫的漫畫《新寶島》、《金剛王》、《火星博士》、《月世界紳士》等作品。之後升學進入北九州市立菊陵中學校。

### 漫畫家出道
1954年就讀福岡縣立小倉南高等學校一年級（15歲）時，松本以投稿作品《蜜蜂的冒險》刊登於《漫畫少年》（昭和29年2月號）正式出道。當時他在東京漫畫界已是略有名氣的存在，據傳手塚治虫前往九州作畫期間，曾請高井與松本等人（九州漫畫研究會成員）擔任助手。此外，自此時起至1957年間，他也持續在《每日小學生新聞》上發表多部作品，其中包含以昆蟲為主角的短篇連載。
1957年高中畢業後，原預定在《每日新聞》西部本社版開始連載，但因負責人臨時調動，該企劃被取消。不過，他隨後獲得月刊少女雜誌《少女》的連載機會，遂上京，開始在文京區本鄉三丁目的四疊半出租房內創作。雖然生活貧困，但這份飢餓感反而成為他創作漫畫的動力。初期他以不定期方式在《少女》和《少女俱樂部》上發表少女漫畫，在遭遇創作瓶頸時，亦擔任過採訪藝人的寫手。自1960年前後起，作品逐漸跨足少年誌及青年誌領域。出道初期他使用筆名「松本あきら」，直到1965年之後才改用「松本零士」。
上京後，他與漫畫家牧美也子相識，並於1962年（昭和37年）結婚，翌年夫妻搬至練馬區居住。
由於自少年時期起便熱衷於海野十三與H·G·威尔斯等人的科幻小說，因此特別喜歡創作SF題材漫畫。然而此類作品常因人氣不佳而遭腰斬，直至1971年（昭和46年）於《週刊少年Magazine》連載的《男兒當入樽》才真正獲得成功。該作大受歡迎，並於1972年榮獲講談社出版文化獎。本作也奠定了松本風格獨具的「四疊半作品」這一子類型的漫畫體裁。

### 動畫創作
1974年秋季開播的電視動畫《宇宙戰艦大和號》中，松本零士自企劃中期開始參與。原先是以機械設計身份被延攬參與，但松本長年以來懷抱動畫創作願望，因此全力投入製作。該作於首播時收視率偏低，然而透過重播逐漸累積人氣，至1977年劇場版動畫公開時，已成為一股社會現象。作引爆了動畫熱潮，松本隨即受東映動畫延攬，擔任形象創意總監，參與電視動畫《霹靂日光號》、《太空西游记》等作品設計工作。同時，他早年構思的企劃《銀河鐵道999》與《宇宙海賊哈洛克》亦因《大和號》的成功而獲准動畫化，尤其《銀河鐵道999》大獲好評，掀起「松本零士熱潮」，接連誕生多部以其作品為基礎的動畫作品。
然而，這波熱潮自1982年推出《我青春的阿卡迪亞》及其後續《我青春的阿卡迪亞 無限軌道SSX》之後逐漸退燒。原本計畫於1983年夏天上映的劇場版動畫《女王艾梅拉達斯》最終流產，宣告此一熱潮終結。在這之後，松本的原作作品長達近20年未再被改編為電視動畫。
自1980年代後期起，松本陸續擔任宇宙開發事業團等多個組織的要職；在漫畫創作方面，也著手將自身過去不同作品中的人氣角色整合至同一世界觀之中。隨著成長於「松本動畫黃金時代」的創作者逐漸活躍，從1990年代後半起，松本作品再度成為動畫改編熱潮的核心。
1999年，松本以《宇宙戰艦大和號》等作品的著作權歸屬問題，對西崎義展提起訴訟，主張自己才是著作人。然而，[003年於著作人格權確認訴訟的上訴審中，雙方達成庭外和解，最終確認西崎為該作的著作人與著作人格權人。

### 2000年代
2003年，為紀念出道50週年，推出《銀河鐵道999》衍生作品《銀河鐵道物語》。2006年（平成18年），擔任寶塚造形藝術大學（2010年改名為寶塚大學）媒體・內容學部教授。
2015年，與妻子牧美也子舉辦「松本零士×牧美也子 夫婦合作展」而備受關注。2018年（平成30年）發表《銀河鐵道999》新作，顯示其創作熱情至晚年亦未曾衰退。
2019年11月15日，松本在出席活動時訪問義大利都靈期間，因身體不適突然倒下，緊急送往當地醫院治療，但情況並無生命危險，並於12月4日出院，隔日（12月5日）返國。

### 逝世
2023年2月13日上午11時，松本因急性心臟衰竭於東京都內醫院逝世，消息於同月20日由東映發表。享壽85歲。。
6月2日，其所屬的零時社發布消息稱，松本因生前功績卓著，獲日本政府追贈正六位。6月3日，於東京國際論壇舉行「松本零士先生 告別儀式」。7月10日發行的《Big Comic》2023年第14期封面刊登松本肖像插畫，並附上追悼詞致意。

## 作品

### 初期作品
※主要以松本あきら為筆名發表
- 《銀之谷的瑪麗亞》（銀の谷のマリア）（《少女俱樂部》1958年4月號附錄）[32]
- 《黃金騎士》（黄金の騎士）（《女學生之友》1959年1月號－3月號）[32]
- 《拉拉米牧場（日语：ララミー牧場）》（《日之丸 (漫畫雜誌)（日语：日の丸）》1960年12月號－1962年10月號附錄）[32]
- 《電光奧茲瑪（日语：電光オズマ）》（《ぼくら》1961年2月號－1962年12月號）[32]
- 《燃燒吧南十字星》（燃えろ南十字星）（《日之丸》1963年1月號－2月號、《少年Book》1963年3月號－5月號附錄）[32]
- 《黑色0號》（ブラック0）（《冒險王》1964年1月15日新年增刊號）[32]
- 《忍法十番勝負（日语：忍法十番勝負）》 三番勝負（《冒險王》1964年3月號）[32]
- 《我的艾兒》（わたしのエル）（《週刊瑪格麗特（日语：マーガレット (雑誌)）》1964年9月6日號－11月15日號）[32]與妻子、漫畫家牧美也子合作之作。
- 《潛水艦超級99（日语：潜水艦スーパー99）》（《冒險王》1964年11月號－1965年12月號）[32]
- 《發電7號》（ダイナモ7）（《漫畫王》1966年11月號）[32]
- 《心啊，航向大海》（心よ海をゆけ）（《別冊少女Friend》1967年5月號）[32]

### 連載漫畫
- 《性別機器人（日语：セクサロイド）》（《漫画ゴラクdokuhon》1968年4月9日號－1970年11月3日號）
- 《動物系列（繪物語）》(動物シリーズ（絵物語）)（《なかよし》1968年4月號－1969年2月號）[33]
- 《光速超能者（日语：光速エスパー）》（《少年ブック》1968年6月號－1969年4月號）
- 《漂流三千萬光年》(漂流三千万光年)（《少年少女新聞》1969年3月7日－?）
- 《四次元世界系列》(四次元世界シリーズ)（《COM》1969年4月號－12月號）
- 《光速超能者（日语：光速エスパー）》（《少年Jump》1969年5月8日號－1970年2月16日號）[34]
- 《機械人系列》（マシンナー・シリーズ）（《別冊漫畫Action》1969年11月15日號－1970年6月13日號）
- 《無限世界系列》（無限世界シリーズ）（《COM》1970年1月號－9月號）
- 《大四疊半系列》（大四畳半シリーズ）（《別冊漫畫Action》1970年6月27日號－1974年2月9日號）
- 《聖薩爾馬塔傳》（聖サルマタ伝）（《週刊少年Magazine》1970年11月15日號－11月22日號）[35]
- 《神秘伊芙》（ミステリー・イヴ）（《漫画ゴラクdokuhon》1970年11月17日號－1971年8月5日號）
- 《恐慌世界》（パニックワールド）（《少年King（日语：少年キング）》1971年2月28日號－3月21日號）
- 《愛人啊（日语：男おいどん）》（《少年Magazine》1971年5月9日號－1973年8月5日號）
- 《聖凡人傳（日语：聖凡人伝）》（《漫画ゴラク》1971年8月19日號－1973年11月15日號）
- 《青春期一百萬年》（思春期100万年）（《高一時代》1972年4月號－1973年3月號）
- 《大不倫傳（日语：大不倫伝）》（《平凡パンチ》1972年5月15日號－7月17日號）
- 《秘本畫師 無藝》（秘本絵師 無芸）（《ビッグコミック（日语：ビッグコミック）》1972年8月25日號－9月10日號）
- 《ガンフロンティア（日语：ガンフロンティア (漫画)）》（《プレイコミック（日语：プレイコミック）》1972年11月11日號－1974年12月14日號）
- 《日間與夜間》（ひるあんどん）（《別冊漫畫故事》1973年4月14日號－《漫畫故事》12月1日號）
- 《太空拓荒者ワダチ（日语：ワダチ）》（《少年Magazine》1973年11月4日號－1974年4月14日號）
- 《出戻社員傳（日语：出戻社員伝）》（《週刊大衆》1974年1月3日號－3月28日號）
- 《螢之宿系列（日语：螢の宿）》（《別冊漫畫Action》1974年2月23日號－12月28日號）
- 《宇宙戰艦大和號》（《冒険王》1974年11月號－1975年4月號）
  - 《宇宙戰艦大和號2》（《冒険王》1978年7月號－1980年1月號）
  - 《新宇宙戰艦大和號（日语：新宇宙戦艦ヤマト）》（《月刊コミックGOTTA》2000年4月號－2001年7月號）
- 《Insect}》（インセクト）（《ビッグコミックオリジナル》1975年1月5日號－6月5日號）
- 《歸來的故事（日语：帰らざる時の物語）》（《プレイコミック》1975年1月11日號－1976年12月9日號）
- 《ザ・コクピット・シリーズ（日语：戦場まんがシリーズ）》（《ビッグコミックオリジナル》1975年6月20日號－不定期連載）
- 《潛水員0號（日语：ダイバー0）》（《少年Sunday》1975年9月5日增刊號－1976年9月10日增刊號）[36]
- 《虎條紋的米米（日语：トラジマのミーめ）》（《Princess》1975年9月號－1977年12月號）
- 《寵物父親》（ペットファーザー）（《少年Action》1975年10月6日號－1976年1月26日號）
- 《親不知讃歌》（親知らず讚歌）（《每日中學生新聞》1976年4月3日－1977年3月26日）
- 《恐龍莊物語》（恐竜荘物語）（《漫画ゴラク》1976年9月2日號－1977年5月12日號）
- 《時間旅行少年（日语：時間旅行少年 ミライザーバン）》（《月刊マンガ少年》1976年9月號－1978年10月號）
- 《小小牧（日语：ちいさなマキ）》（《讀賣新聞》週日版1977年1月9日－7月31日）
- 《宇宙海贼哈洛克船长》（《プレイコミック》1977年1月13日－1979年6月14日）
- 《銀河鐵道999》（《少年King》1977年1月24+31日合併號－1981年11月6日號）
  - 《漂流幹線000（日语：漂流幹線000）》（《少年King》1983年1月14日號－11月25日號）
  - 《新銀河鐵道999》（《ビッグゴールド》1996年9月號－1999年3月號）
    - 《新銀河鐵道999》（《銀河鐵道999Web》1999年3月15日－）
    - 《新銀河鐵道999》（《ビッグコミック》2003年5月25日號－）
- 《大純情君》（《少年Magazine》1977年2月27日－10月9日號）
- 《霹靂日光號》（《冒険王》1977年4月號－1978年4月號）
- 《大草原小小四疊半》（大草原の小さな四畳半）（《Apache》1977年7月23日－1978年1月8日號）
- 《昆蟲皇帝（日语：昆虫皇帝）》（《奇想天外》1978年1月號－1979年12月號）
- 《魔女天使（日语：魔女天使）》（《月刊少年Magazine》1978年1月－4月號、1978年9月－1979年7月號）
- 《埃美拉達斯女王（日语：Queenエメラルダス）》（《少年Magazine》1978年1月8日－10月8日號）
- 《無限海漂流記》（《ビッグゴールド》1978年6月8日號－1985年12月號 不定期連載）
- 《漂流三千萬光年》（漂流3000万光年）（《月刊マンガ少年》1978年12月號－1979年7月號 未完）
- 《ステテコンドル》（《Sunday每日》1979年11月11日－1980年12月21日號）
- 《千年女王》（《產經新聞》朝刊1980年1月28日－1983年5月11日）
- 《ナスカ》（《月刊マンガ少年》1980年6月號－1981年5月號）
- 《大四畳半大物語 無偉人傳說》（大四畳半大物語 無偉人伝説}）（《漫画ゴラク》1980年7月17日號－8月）[37]
- 《重彈道系列》（重弾道シリーズ）（《ビッグコミック》1981年8月25日－1983年2月10日號）
- 《蜃氣樓渡輪島民0》（蜃気楼フェリーアイランダー0）（《少年King》1982年1月22日－?）
- 《伯爵傳說》（伯爵伝説）（《漫画ゴラク》1984年8月3日－1985年2月1日號）
- 《HARD METAL（日语：HARD METAL）系列》（《ビッグコミック》1984年9月10日－1990年1月25日號）
- 《豬虎》（どんトラ）（《少年King》1985年7月12日－10月25日號）
- 《宇宙公主α 沉睡的宇宙公主》（コスモロードα　眠れる宇宙の王女}）（《yacニュース》1986年9月22日－1988年4月1日、《L5》1988年5月－1991年11月號）
- 《古斯可·布德里傳記（日语：グスコーブドリの伝記）》（《月刊Comic Tom》1986年10月－12月號）
- 《V2裝甲》（V2パンツァー）（《少年King》1987年9月24日增刊Young King創刊號－1988年10月17日號）
- 《無之黑船 危機Ⅲ》（無の黒船 クライシスⅢ）（《夕刊富士》1988年－1989年）[38]
- 《蜃氣樓奇譚（日语：蜃気楼綺譚）》（《ビッグコミック》1990年5月25日－1991年3月25日號）
- 《尼貝龍的指環①黃金之心（日语：ニーベルングの指環 (漫画)）》（《中古車Fan》1990年10月10日－1991年11月25日號）
- 《夢之奧王的小徑》（夢奥（王）の細道）（《ビッグコミック》1991年4月25日－8月25日號）
- 《戰地啟示錄系列：硬殼（日语：ケースハード）系列》（《ビッグゴールド》1993年1月號－1996年8月號）
- 《天使的時空船（日语：天使の時空船）》（《Comic Tom》1993年5月號－1997年7月號）
- 《火聖旅團 Danaith999.9（日语：火聖旅団ダナサイト999.9）》（《少年王》1994年10月號－1997年4月號）
- 《尼貝龍的指環②女武神（日语：ニーベルングの指環 (漫画)）》（《新潮社Webコミック》1997年4月1日－1998年2月13日號）
- 《駕駛艙傳奇》（コクピット・レジェンド）（《ビッグコミックオリジナル》1997年9月增刊—1999年9月增刊 不定期連載）
- 《尼貝龍的指環③齊格飛（日语：ニーベルングの指環 (漫画)）》（《新潮社Webコミック》1998年3月11日－1999年6月10日號）
- 《兒女英雄傳》（《Comic Tom Plus》1998年5月號－2000年5月號）
- 《{{Link-ja|尼貝龍的指環④諸神的黃昏|ニーベルングの指環 (漫画)}》（《新潮社Webコミック》1999年8月4日－）

### 單篇漫畫
- 《母與子的名作繪話 玫瑰王子》（母と子の名作絵話 ばらのおうじ）[33]
- 《杜子春》（杜子春）[33]
- 《紅髮的一撮》（赤毛のひとつ）[33]
- 《世界名作物語：阿里巴巴與四十大盜》（世界名作物語 アリババと四十人のとうぞく）[33]
- 《穿長靴的貓》（ながぐつをはいたねこ）[33]
- 《世界名作特集：日本昔話 輝夜姬》（世界名作特集 日本昔話 かぐやひめ）[33]
- 《恐龍地帶》（ダイナソア・ゾーン 恐竜帯）[32]
- 《冬眠惑星》（冬眠惑星）[33]
- 《宇宙女戰士 SS》（コスモレディSS）[33]
- 《尼安德塔人》（ネアンデルタール）[33]
- 《試飛員 262》（パイロット262）[32]
《哈洛克》（ハーロック）が初めて主人公となった作品。然而，傷痕與眼罩之後造型仍未出現。
- 《衝擊圓頂》（インパルスドーム）[33]
- 《澤斯拉斯第三紀》（ゼスラス第3紀）[33]
- 《米尤來的女子》（ミユから来た女）[33]
- 《太陽系狙擊兵》（太陽系狙撃兵）（『別冊漫画アクション』1969年7月号）[33]
- 《天地創造第二番》（天地創造第二番）（『別冊漫画アクション』1969年8月号）[33]
- 《機械人間 マシンナーバン》（機械人間マシンナーバン）（『少年サンデー』1969年8月15日夏休み増刊号）[32]
- 《奧爾巴斯》（オルバース）（『別冊漫画アクション』1969年9月号）[33]
- 《魔境惑星的戀人》（魔境惑星の恋人）（『漫画ゴラクdokuhon』1969年9月3日増刊号）[33]
- 《火星令嬢》（火星令嬢）（『別冊漫画アクション』1969年10月11日号）[33]
- 《幽靈夫人》（幽霊夫人）（『別冊漫画アクション』1969年10月号）[33]
- 《達菲恩》（ダフィン）（『SFマガジン臨時増刊』1969年10月号）[33]
- 《第6001年 城市 D：愛的蕾》（シティ D60001年 愛するレイ）（『別冊漫画アクション』1969年10月18日号）[33]
- 《大魔女境》（大魔女境）（『漫画ゴラクdokuhon』1969年11月12日増刊号）[33]
- 《幽靈軍團》（幽霊軍団）（『プレイコミック』1969年11月22日号）[33]
- 《大西部》（グレート・ウェスタン）（『漫画ゴラクdokuhon』1969年12月10日号）[33]
- 《L夫人漂流記》（L夫人漂流記）（『話のタネ本』1970年3月11日増刊号）[35]
- 《未來盜賊 阿里巴巴》（未来盗賊アリババ）（『話のタネ本』1970年4月8日増刊号）[35]
- 《妖女 瑟蕾斯特》（妖女セレスト）（『漫画ゴラクdokuhon』1970年6月10日増刊号）[35]
- 《大宇宙番外地》（大宇宙番外地）（『漫画ゴラク増刊』1970年9月2日号）[35]
- 《大野蠻人帶》（大野蛮人帯）（『マントップ』1970年12月号）[35]
- 《化石女》（化石女）（『漫画ゴラクdokuhon』1970年11月25日号）[35]
- 《紅霧的羅蓮萊》（赤い霧のローレライ）（『SFマガジン臨時増刊号』1970年11月）[35]
- 《下宿莊偉人傳》（下宿荘偉人伝）（『COM』1971年1月号）[35]
- 《模型時代（日语：模型の時代）》（『少年マガジン』1971年2月28日号）[34]
- 《銀河鐵道之夜》（銀河鉄道の夜）（『希望の友』1971年4月号）[35]
- 《夜光都市的未來》（夜光都市のミライ）（『COM』1971年4月号）[35]
- 《回聲13號》（ヤマビコ13号）（『少年マガジン』1971年4月4日号）[34]
- 《空間機甲團》（空間機甲団）（『COM』1971年8月号）[34]
- 《多女之佇む》（つるすべき多くの女）（『ビッグコミック』1971年11月号）[35]
- 《虛空地帶的孤身之子》（空白地帯のひとりむすこ）（『少年チャンピオン』1972年6月26日号）[35]
- 《西部長屋人別帖》（西部長屋人別帖）（『少年サンデー』1972年8月27日号）[35]
- 《雨月物語》（雨月物語）（『ビッグコミック』1972年7月10日号）[35]
- 《近眼人類詩集》（近眼人類詩集）（『高3コース』1973年4月号–10月号）[39]
- 《黑死鳥 4444》（黒死鳥（デスバード）4444）（『少年マガジン』1973年7月8日号）[39]
- 《聖女與白色血液》（聖女に白い血）（『ビッグコミック』1973年8月25日号）[39]
- 《皮之影159》（皮の影159）（『ビッグコミック』1973年11月25日号）[39]
- 《螢之泣島》（螢の泣く島）（『ビッグコミックオリジナル』1974年1月20日号）[34]
- 《昆蟲國漂流記》（昆虫国漂流記）（『別冊少年ジャンプ』1974年2月号）[34]
- 《告別浪漫時光》（さらばロマンの時よ）（『ビッグコミック』1974年4月25日）[39]
- 《鮭山》（サケザン）（『ビッグオリジナル』1974年5月20日号）[39]
- 《大魔女王第三紀》（大魔女王第3紀）（『週刊プレイボーイ』1974年11月12日号）[39]
- 《四隻眼睛》（四つの瞳）（『ビッグコミック』1974年11月25日号）[39]
- 《先天性充血魔》（先天性充血魔）（『平凡パンチ夏の増刊号』1975年8月30日号）[40]
- 《猿人1470號》（猿人1470号）（『漫画ゴラク』1975年10月30日号）[40]
- 《三千年的春（日语：3000年の春）》（『漫画ゴラク』1976年1月15・22日合併号）[36]
- 《幽靈聖女》（幽霊聖女）（『漫画ゴラク』1976年3月18日号）[40]
- 《第三假面帝國》（第三仮面帝国）（『漫画ゴラク』1976年4月15日号）[40]
- 《賽倫的沼澤》（セレンの沼）（『漫画ゴラク』1976年5月13日号）[40]
- 《推力世界》（スラストワールド）（『漫画ゴラク』1976年6月10日号）[40]
- 《妄想圈消滅》（妄想圏消滅）（『奇想天外』1976年7月号）[40]
- 《黑洞帝國》（ブラックホール帝国）（『漫画ゴラク』1976年7月8日号）[40]
- 《銀河女王》（ギャラクサークイーン）（『ヤングコミック』1976年7月14日号）[40]
- 《四次元時計》（四次元時計）（『漫画アクション』1976年9月9日号）[40]
- 《辛巴》（シンバ）（『少年サンデー』1976年12月5日号）[40]
- 《魔女天使（日语：魔女天使）》（『月刊少年マガジン』1977年1月号）[36]
- 《大薩爾馬塔博物史》（大サルマタ博物史）（『週刊プレイボーイ』1977年1月18・25日合併号）[41]
- 《大純情君》（大純情くん）（『少年マガジン』1977年1月30・2月6日合併号）[36]
- 《地底潛水艦》（地底潜水艦）（『少年サンデー』1977年2月20日号）[41]
- 《大個人戰爭》（大個人戦争）（『SFファンタジア』1977年3月25日発行）[41]
- 《冷血第三生物帶》（冷血第3生物帯）（『漫画ゴラク』1977年11月3日号）[41]
- 《海底機械帝國 零號》（海底機械帝国零号）（『少年ジャンプ』1978年4月15日増刊号 SFアドベンチャー特集号）[36]
- 《聖塔克魯茲之橋》（サンタクルーズの橋）（『ビッグコミックオリジナル』1979年1月5日号）[41]
- 《番外鐵道 大番外編》（番外鉄道 大番外編）（『漫画ゴラク』1979年1月18日号）[41]
- 《情色羅賓漢的冒險》（エロビンフッドの冒険）（『週刊プレイボーイ』1979年1月16・23日合併号）[41]
- 《妖精冰河帶》（妖精氷河帯）（『ビッグコミックオリジナル』1979年3月5日号）[41]
- 《那個托奇羅》（ザ・トチロー）（『少年ジャンプ』1979年4月16日号）[41]
- 《鮭山雷帝》（サケザン雷帝）（『少年マガジン』1980年1月25日増刊号）[37]
- 《托奇羅 II 我的青春哈洛克》（ザ・トチローII　わが青春のハーロック）（『少年ジャンプ』1980年3月10日号）[37]
- 《夜行貓》（夜あるき猫）（『マンガ奇想天外』1980年11月）[37]
- 《故鄉屋》（ふるさとや）（『カスタムコミック』1980年12月号）[37]
- 《燒坂的燒酒屋》（やけ坂のやけ酒屋）（『カスタムコミック』1981年4月号）[37]
- 《暗夜烏鴉的故事》（闇夜の鴉の物語）（『漫画ゴラク』1981年5月）[36]
- 《DK公司》（DKカンパニー）（『漫画ゴラク』1981年12月18日号）[37]
- 《千年大王》（1000年大王）（『少年マガジン』1982年5月5日号）[37]
- 《妖界魔女 賽納格里斯》（妖界魔女サイナグリス）（『少年キング』1983年1月15日増刊号）[37]
- 《蚱蜢尤拉阿烏奇：紅棒青棒的時代物語》（バッターユーラアウチ 赤バット青バットの時代の物語）（『Number』1984年10月5日）[37]
- 《澪》（澪）（『ビッグコミック』1985年5月23日増刊号）[37]
- 《偉大的時間傻瓜》（偉大なる時間バカ）（『NEWパンチザウルス』 1989年4月26日号）[37]
- 《天使的穿甲彈》（天使の徹甲弾）（『ヤング・シュート』1989年11月号）[37]
- 《齒輪城的興亡》（歯車城の興亡）（『monoマガジン』1991年5月2日・16日合併号）[42]
- 《歸還：影之老兵》（帰還 影の老兵）（『ビッグコミック増刊』1995年8月号）[42]
- 《超時空戰艦理想鄉（日语：超時空戦艦まほろば）》（『ビッグゴールド』1998年4月号）[38]
- 《我是米君 米君的故事》（わたしはミーくん　ミーくんのかく語りき）（『ビッグコミックスペリオール』2003年11月30日増刊号）[43]
- 《一塊大地》（一つの大地）（『月刊IKKI』2004年2月号付録）[43]
- 《動物繪物語 我是米君》（動物絵物語 わたしはミーくん）（『ビッグコミックスペリオール』2005年2月15日増刊号）[43]
- 《日本國落城記 地獄隧道》（日本国落城記 地獄のトンネル）（『ビッグコミック』2005年8月25日号）[43]
- 《宇宙海盜哈洛克船長：銀河聖女 露娜拉》（宇宙海賊キャプテンハーロック 銀河聖女ルナーラ）（『チャンピオンRED』2014年10月号）[43]

### 未分類
- 《從明日來的影 GENNAI》（明日から来た影 GENNAI）（1989年 書き下ろし）[38]
- 《螢火妖》（ホタルナ妖）（2006年）
- 《Out of Galaxy 銀色的コーシカ》（Out of Galaxy 銀のコーシカ）（2009年）
- 《銀河2000光年 宇宙戰艦諾第留斯的傳說》（銀河2000光年 宇宙戦艦ノーチラスの伝説）（2004年『リーグ・オブ・レジェンド 時空を超えた戦い アルティメット・ガイド』DVD「リーグ・オブ・レジェンド/時空を超えた戦い アルティメット・エディション」付属）

## 影視作品

### 電視動畫
- 《宇宙戰艦大和號》（1974年）
  - 《宇宙戰艦大和號2》（宇宙戦艦ヤマト2）（1978年）
    - 《宇宙戰艦大和號II 大和永遠》（宇宙戦艦ヤマトII ヤマトよ永遠なれ!）（1979年）

  - 《宇宙戰艦大和號 新的啟程》（宇宙戦艦ヤマト 新たなる旅立ち）（1979年）
  - 《宇宙戰艦大和號III》（宇宙戦艦ヤマトIII）（1980年）
    - 《宇宙戰艦大和號III 太陽系滅亡》（宇宙戦艦ヤマトIII 太陽系の破滅）（1983年）
- 《霹靂日光號》（1977年）
- 《太空西游记》（1978年）
  - 《科幻西遊記星神者II》（SF西遊記スタージンガーII）（1979年）
- 《宇宙海贼哈洛克船长》（1978年）
  - SPACE PIRATE CAPTAIN HERLOCK》（2003年）
- 《銀河鐵道999》（1978年）
  - 《銀河鐵道物語》（2003年）畫業50周年紀念作品
    - 《銀河鐵道物語 ～通往永恆的分歧點～》（銀河鉄道物語 〜永遠への分岐点〜）（2006年）

  - 《宇宙交響詩梅特爾 銀河鐵道999外傳》（宇宙交響詩メーテル 銀河鉄道999外伝）（2004年）
- 《海洋之雪傳說（日语：マリンスノーの伝説）》（1980年）
- 《梅特爾林克的藍鳥 奇爾奇爾與米奇爾的冒險旅行（日语：メーテルリンクの青い鳥 チルチルミチルの冒険旅行））》（1980年）
- 《千年女王》（新竹取物語 1000年女王）（1981年）
- 《我青春的阿卡迪亞 無限軌道SSX（日语：わが青春のアルカディア 無限軌道SSX）》（1982年）
- 《宇宙戰士零（日语：コスモウォーリアー零）》（2001年）
- 《槍前線（日语：ガンフロンティア）》（2002年）
- 《潛水艇超級99（日语：潜水艦スーパー99）》（2003年）
- 《松本零士「奧茲瑪」》（オズマ）（2012年）

### 電影
- 《宇宙戰艦大和號》（1977年）
  - 《再見宇宙戰艦大和號 愛的戰士們（日语：さらば宇宙戦艦ヤマト 愛の戦士たち）》（1978年）
  - 《永遠的大和號》（1980年）
  - 《宇宙戰艦大和號 完結篇》（1983年）
- 《霹靂日光號：對昆蟲機器人軍團》（惑星ロボ ダンガードA対昆虫ロボット軍団）（1977年）
- 《霹靂日光號：宇宙大海戰》（惑星ロボ ダンガードA 宇宙大海戦）（1978年）
- 《宇宙海盜哈洛克船長 阿爾卡迪亞號之謎》（宇宙海賊キャプテンハーロック アルカディア号の謎）（1978年）
- 《銀河鐵道999》（銀河鉄道999）（1979年）
  - 《銀河鐵道999 玻璃的克萊爾》（銀河鉄道999 ガラスのクレア）（1980年）
  - 《銀河鐵道999 永恆幻想》（銀河鉄道999 エターナルファンタジー）（1998年）
- 《元祖大四疊半大物語》（元祖大四畳半大物語）（1980年） - 真人作品
- 《再見銀河鐵道999 仙女座終點站》（さよなら銀河鉄道999 アンドロメダ終着駅）（1981年）
- 《千年女王》（1982年）
- 《我的青春阿爾卡迪亞》（わが青春のアルカディア）（1982年）
- 《星际5555：异星梦系统秘传》（2003年）
- 《哈洛克船長 -SPACE PIRATE CAPTAIN HARLOCK-》（キャプテンハーロック -SPACE PIRATE CAPTAIN HARLOCK-）（2013年）[44]

### OVA
- 《YAMATO2520》（1995年）
  - 《大和號零號（日语：大YAMATO零号）》（2004年）
- 《駕駛艙》（ザ・コクピット）（1994年）
- 《翡翠女王》（クイーン・エメラルダス）（1998年）
- 《火聖旅團 ダナサイト999.9（日语：火聖旅団_ダナサイト999.9）》（1998年）
- 《哈洛克傳奇 尼伯龍根的指環：萊茵的黃金》（ハーロック・サーガ ニーベルングの指環 ラインの黄金）（1999年）
- 《梅德爾傳說（日语：メーテルレジェンド）》（2000年）
- 《追擊年輕哈洛克！宇宙戰士零外傳》（ヤングハーロックを追え! コスモウォーリアー零外伝）（2001年）
- 《銀河鐵道物語 ～被遺忘的時間之星球～》（銀河鉄道物語 〜忘れられた時の惑星〜）（2007年）

### 其他作品
- 《陣列之鏡》（アレイの鏡）（1985年） - 在國際科學技術博覽會公開的兒童動畫。
- 《聖艾爾摩 光的訪客》（セントエルモ 光の来訪者）（1986年） - 關西電力創立35周年企業PR長篇動畫。以電力為主題的宇宙故事。
- 《光之風之盔甲》（光の風のアーマ）（1992年） - 在豪斯登堡動畫世界上映的作品。
- 《漫畫錄影帶 宇宙海盜哈洛克船長》（まんがビデオ 宇宙海賊キャプテンハーロック）（1999年）
- 《地球的BOOO! 天然氣與支撐生活的能源》（地球のBOOO! 天然ガス・暮らしをささえるエネルギー）（1999年） - 東京瓦斯株式會社公關部企劃。
- 《未來．雪之天使 ―水與生命之星球―》（未来・スノーエンゼル ―水と生命の惑星―）（2002年） - 全CG動畫。
- 《銀河鐵道999 續篇 悠瑪物語 ～交響曲No.V～》（ユマの物語 〜シンフォニーNo.V）（2004年） - 網路作品，帶圖像的有聲劇。
- 《KANPAI! 乾杯》（KANPAI!-乾杯-）（2015年） - 日本酒造組合中央會動畫，角色原案。

## 家族
妻子為漫畫家牧美也子（《惡女聖書》作者），兩人於1962年結婚。